# Ляменская
Ляменская — деревня в Нюксенском районе Вологодской области.
Входит в состав Городищенского сельского поселения, с точки зрения административно-территориального деления — в Городищенский сельсовет.
Расстояние по автодороге до районного центра Нюксеницы — 46 км, до центра муниципального образования Городищны — 6 км. Ближайшие населённые пункты — Брызгалово, Лукино, Слободка, Микшино, Ананьевская, Юшково.
По переписи 2002 года население — 25 человек (13 мужчин, 12 женщин). Всё население — русские.

## Известные жители
- Гоглев, Семён Иванович (1911—1969) — председатель Вологодского горисполкома (1945—1955; 1956—1962).